# Руис, Исма
Исмаэль Руис Санчес (исп. Ismael "Isma" Ruiz Sánchez; род. 14 февраля 2001, Гохар, Андалусия) — испанский футболист, полузащитник клуба «Гранада».

## Клубная карьера
Руис — воспитанник клубов «Ла Субия», «Огихарес 89», «Макарена», «Санта-Фе» и «Гранада». 17 декабря 2019 года в поединке Кубка Испании против «Оспиталета» Исма дебютировал за основной состав последних. 8 ноября 2020 года в матче против «Реал Сосьедад» он дебютировал в Ла Лиге в составе последних. 